# Chiesa di Santa Maria Annunziata di Betlemme
La chiesa di Santa Maria Annunziata di Betlemme è la parrocchiale di Mizzana, Circoscrizione 3 di Ferrara.

## Storia
Una prima chiesa venne edificata a Mizzana già prima del XIII secolo, ed era legata ad un ospedale e ad un ricovero per pellegrini, e venne dedicata a San Matteo. Tale complesso religioso fu a lungo legato ad un ordine religioso cavalleresco (Crociferi o Templari) del quale fece parte Guglielmo III, figlio di Guglielmo II Adelardi.
All'ordine cavalleresco, che venne sciolto entro il XV secolo, era associato nella gestione della chiesa anche quello dei benedettini. Questi ultimi, negli ultimi anni del XVI secolo, lasciarono la precedente costruzione, che veniva troppo spesso sommersa e semidistrutta dalle piene del Po ed era stata anche colpita pesantemente dal terremoto di Ferrara del 1570.
Nel 1603, abbandonato l'edificio precedente, la parrocchia venne trasferita nella vicina chiesa di Santa Maria Annunziata di Betlemme per disposizione del vescovo Giovanni Fontana. Tale chiesa, documentata sin dal XII secolo, era la cappella dell'omonimo ospedale già esistente. Guglielmo II degli Adelardi, vicino ai Templari o templare egli stesso, la dedicò a Santa Maria dei Templari. Venne costruita con una pianta quasi rotonda, ad imitazione del Santo Sepolcro di Gerusalemme.
La facciata della chiesa risale al 1603 mentre il campanile è del 1621.

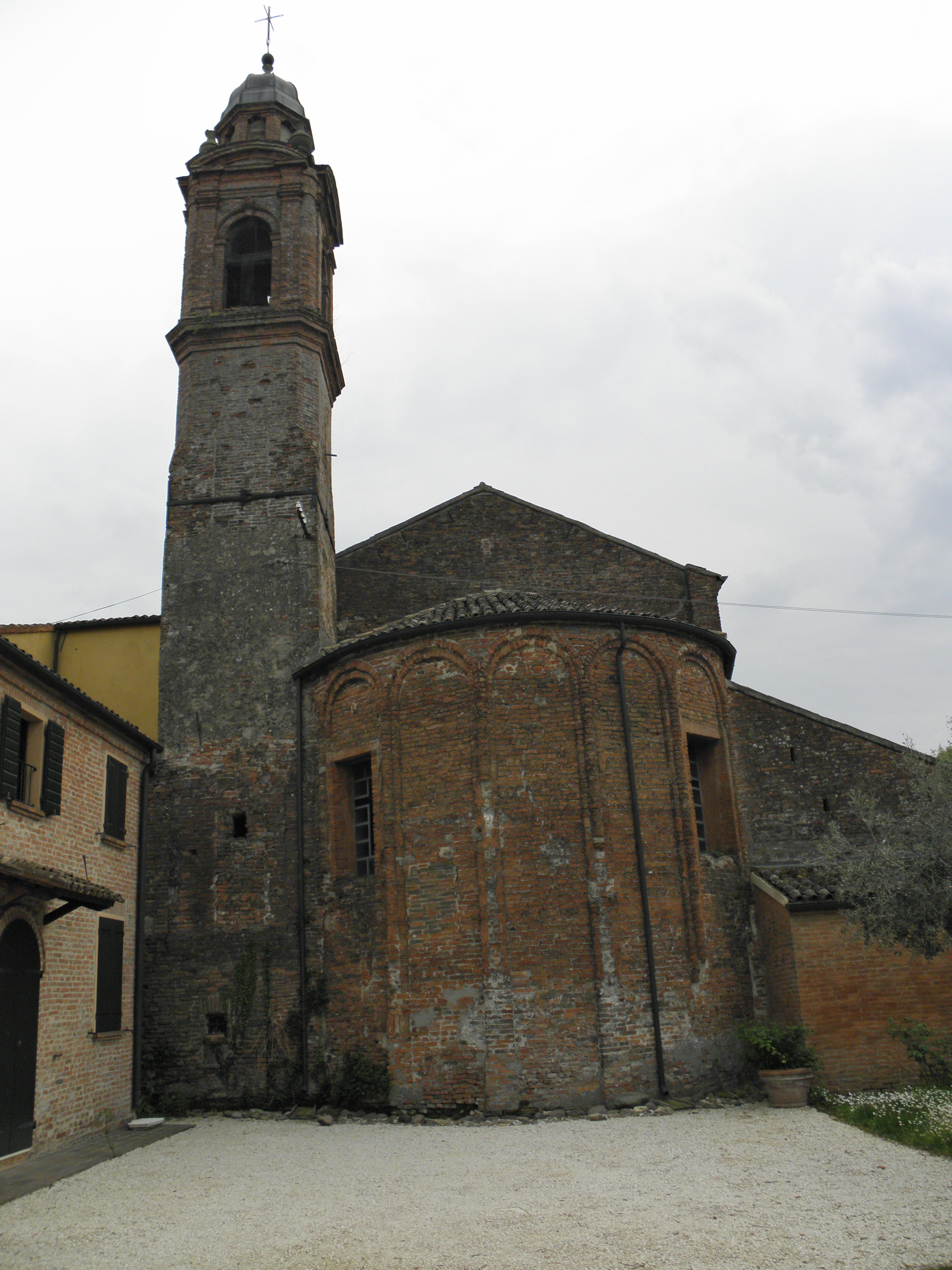
Zona absidale e torre campanaria

Successive ricostruzioni ed adattamenti portarono a modifiche notevoli, e l'unica parte rimasta a testimoniare la primitiva pianta rotonda fu la zona absidale. Anche la torre campanaria venne sopraelevata.
A partire dalla fine del XX secolo si succedettero nuovi importanti interventi necessari per sanare danni prodotti da un cedimento delle fondazioni e, alcuni anni più tardi, per restaurare di nuovo la struttura in seguito ai danni prodotti nel 2012 dal terremoto che colpì molte aree della provincia di Ferrara.

## Descrizione

### Esterni
Il luogo di culto si trova a Mizzana, a ovest della città di Ferrara sulla strada in direzione di Modena e mostra orientamento verso nord-est. Davanti alla facciata si trova un vialetto alberato e il prospetto principale è in murarura ed intonacato. Il portale è rettangolare e la torre campanaria si alza in posizione arretrata sulla destra accanto all'abside.

### Interni
Gli interni non sono agibili dopo il sisma che ha colpito il territorio nel 2012.